# Johann Gerhard Gruner
Johann Gerhard Gruner (* 15. Februar 1734 in Coburg; † 1. Juli 1790 ebenda) war ein deutscher Jurist und Historiker.

## Leben
Johann Gerhard Gruner wurde als Sohn des Geheimen Hofrates und Konsistorialpräsidenten Johann Friedrich Gruner (* 11. September 1688; † 12. April 1756) und dessen Ehefrau Euphrosine Maria (* 26. April 1705; † 18. April 1756), eine Tochter des Johann Friedrich Facius (* 4. Februar 1674 in Roßla; † 18. September 1731 in Coburg), Kammerrat und Scholarch, geboren. Von seinen Geschwistern sind namentlich bekannt:
- Johann Friedrich Gruner (1723–1778), evangelischer Theologe, Historiker, Rhetoriker und Pädagoge;
- Rudolph Erdmann Gruner (* 10. September 1737 in Coburg; † 16. Januar 1804 in Berga), 1761 Pfarrer in Roschütz.

Johann Gerhard Gruner wurde durch Hauslehrer unterrichtet und besuchte ab 1750 das coburgische akademische Gymnasium Casimirianum. Nach deren Abschluss, 1752, studierte er an der Universität Jena Rechtswissenschaft und kehrte anschließend wieder nach Coburg zurück. Er wurde Hof- und Regierungs-Advokat und trat sowohl beim Reichshofrat und dem Reichskammergericht als auch vor Landesinstanzen auf. 
Er wurde Kammerkonsulent und war damit beauftragt, die Interessen des Landesherrn des Herzogtums Sachsen-Coburg-Saalfeld gegen unrechtmäßige Eingriffe zu verteidigen. Er wurde zu Konferenzen entsandt, bei denen er die Interessen des herzoglichen Hauses vertrat. 1770 begleitete er den Geheimrat Moritz August von Thümmel in wichtigen Angelegenheiten des Herzogs nach Wien, hierbei erwarben sich beide dessen ausdrücklichen Dank.
Nachdem er kurze Zeit Kammerassessor war, wurde er zum Kammerrat und sechs Jahre später Hofrat und 1782 Geheimer Kammerrat sowie 1783 Geheimer Rat und Präsident der Rentkammer, in der er zehn Jahre lang der einzige Rat von drei Räten war, die anderen beiden blieben unbesetzt. Zusätzlich war er Scholarch und Mitglied der Polizei-, Zucht- und Waisenhaus-Kommissionen.
In seiner Freizeit beschäftigte er sich mit historischen Themen und Biografien und verfasste hierzu einige Schriften.
Johann Gerhard Gruner war in erster Ehe verheiratet mit einer geborenen Edelmann, die in Hildburghausen lebte. Während einer Reise, gemeinsam mit seiner Ehefrau und seiner Schwester von Hildburghausen nach Coburg, stürzte der Wagen, in dem sie fuhren, in einem stark angeschwollenen kleinen Bach um, hierbei ertranken seine Ehefrau und seine Schwester.
In zweiter Ehe war er mit Margarethe Barbara Gruner, geborene Habermann (* unbekannt; † 1836), aus Hildburghausen verheiratet. Gemeinsam hatten sie mehrere Kinder.

## Schriften (Auswahl)
- C. Velleii Paterculi quae supersunt ex Historiae Romanae voluminibus 2. Coburgi: Findeisen, 1762.
- Aktenmäßige Vorlegung der Beschwerden, so dem Herzoglichen Hause Sachsen-Coburg durch die in Sachen des Klosters Banz anmaßlich ergangenen Reichshofrathsrescripte, zugefüget worden. 1781
- Fortgesezte Berichtigungen der Topographie des Herzogl. S.-Coburg-Meiningischen Antheils an dem Herzogthum- oder vielmehr Fürstenthum Coburg: worinnen das, dem Herzoglich-Sachsen-Coburg-Saalfeldischen Hausse cum omnimoda Iurisdictione et Superioritate territoriali zustehende Gericht Neustadt, samt denen dahin gehörigen Ortschaften, umständlicher beschrieben wird, nebst einigen wichtigen - meistens noch nie gedruckten und verschiedenen selten gemachten Urkunden. Coburg bey Rudolph Wilhelm Ahl 1782.
- Anmerkungen über die Antwort auf die Berichtigungen der Topographie des Herzogl. S. Coburg-Meiningischen Anteils an dem Fürstenthum Coburg. Coburg bey Rudolph Wilhelm Ahl 1782.
- Historisch-statistische Beschreibung des Fürstenthums Coburg, S. Saalfeldischen Antheils. Coburg bey Rudolph Wilhelm Ahl 1783–1793.
  - [Erster Teil]. Nebst einem Urkunden-Buch und einer Karte dieses Fürstenthums (1783) (Digitalisat).
  - Nachtrag, oder zweiter Theil. Nebst einigen Urkunden und einer Karte, welche das Fürstenthum Coburg, so wie es ehedem zusammen gehöret hat, vorstellet (1784) (Digitalisat).
  - Dritter Theil. Mit berichtigenden Zusätzen, einigen Abhandlungen und einer Sammlung coburgischer Landesgesetze (1793) (Digitalisat).
- Actenmäsige Geschichts-Erzälung, nebst Anzeige des eigentlichen Status Controversiae ingleichen der, wider und vor die Sache streitenden Gründe, auch Widerlegung der erstern, ad Causam der Gemeinde Hemmendorf, contra das Hochstift Bamberg, die dasige Regierung, und den Marsch-Commissarium Martin: mit Beilagen von Num. 1. bis 9. inclus. 1783
- Einige zur Geschichte Johann Friedrichs des Mittlern, Herzogs zu Sachsen, gehörige, mit ungedruckten Urkunden belegte Nachrichten. Coburg bey Rudolph Wilhelm Ahl 1785.
- Geschichte Johann Kasimirs, Herzogs zu Sachsen: ingleichen fortgesetzte Nachricht von den S. Koburg Eisenberg u. Römhild. Successionsstreit vom Jahre 1737 biß 1783.  Coburg bey Rudolph Wilhelm Ahl 1787.
- Biographie Albrechts des Dritten, Herzogs zu Sachsen. Coburg bey Rudolph Wilhelm Ahl 1788.
- Biographie Friedrich Wilhelms des Zweyten, Herzogs zu Sachsen [et]c.: ein Beitrag zur sächsischen, insonderheit Koburg, und Altenburgischen Geschichte. Coburg bey Rudolph Wilhelm Ahl 1789.
- An der Gruft des Johann Gerhard Gruners als derselbe am 1sten Juli 1790 verschied beklagen ihren schmerzlichen Verlust in nachstehender Trauerrede die nachbenannten sämtlich tiefgerührten Cives Casimiriani utriusque Coetus. Coburg bey Rudolph Wilhelm Ahl 1790.
- Geschichte Friederich Wilhelms I., Herzogs zu Sachsen. Coburg bey Rudolph Wilhelm Ahl 1791.
- Wahre mit Urkunden und Gründen unterstützte Geschichts-Erzählung des, von beyden höchsten Lehensherrschaften, denen Durchlauchtigst-regierenden Herren Herzogen zu S. Coburg-Saalfeld und S. Coburg-Meinigen, nach Absterben des ultimi Vasalli, Johann Philipp Friedrich von Hutten, höchstfürstl. Brandenburg-Anoldsbachischen geheimen Raths und des löbl. Ritter-Orts Baunach Ritterhauptmanns, in Ansehung des, nach S. Römhild zu Lehen relevirenden und nun apert gewordenen Dorfs und Ritterguths Ermershaußen, ergriffenen rechtmäßigen Besitzes, ad causam des Herzogl. S. Coburg-Saalfeld- und Meiningischen-gemeinschaftl. Lehnhofs zu Römhild contra die Voit von Salzburgische Erben, Mandati S. C. das Dorf und Ritterguth Ermershaußen betreffend. Mit Beilagen von Lit. A—X. inclus. Coburg 1784[6]